# Max Diestel
Karl Julius Max Diestel (* 7. November 1872 in Tübingen; † 2. November 1949 in Stuttgart-Degerloch) war ein deutscher evangelischer Pfarrer, der zeitweilig als Auslandspfarrer in England sowie als Superintendent und Generalsuperintendent in Berlin tätig war. Er war stellvertretender Vorsitzender des deutschen Weltbundzweiges und Mitglied der Bekennenden Kirche. Er war Freund Friedrich Siegmund-Schultzes und Förderer Dietrich Bonhoeffers.

## Leben und Wirken

### Kindheit und Jugend
Über Diestels Aufwachsen und seine Schulzeit in Tübingen ist wenig bekannt. Sein Vater war der in Königsberg geborene Alttestamentler Ludwig Diestel, seine Mutter Emilie Diestel (geb. Delius) stammte aus Versmold. Seine fünf Jahre jüngere Schwester Meta Diestel wurde später königliche Kammersängerin.

### Studium, Militärdienst und Ausbildung
Die ersten Semester seines Theologiestudiums verbrachte Diestel in Tübingen, wo er Mitglied der Studentenverbindung Saxonia Tübingen wurde. Dann studierte er Theologie an den Universitäten in Berlin und Bonn und bestand sein Examen in Koblenz.
Den einjährigen aktiven Militärdienst im Frieden leistete Diestel vom 1. Oktober 1894 bis 30. September 1895.
Von Ostern 1896 bis August 1897 besuchte er das Predigerseminar Soest.

### Erste Pfarrämter und Superintendentur
Nach seiner Ordination war Diestel vom August 1897 bis Oktober 1903 Seemannspastor im Tees-District und Pfarrer der Deutschen evangelischen Gemeinde im nordenglischen Middlesbrough. Zuständig war für ihn in dieser Zeit das Königliche Consistorium in Coblenz.
Vom 13. Dezember 1903 bis 1909 war er Pfarrer in Dettingen in den Hohenzollernschen Landen und vom 9. März 1909 bis 1914 vierter Pfarrer in Wilmersdorf (Berlin).
Vom 9. Dezember 1914 bis 31. Juli 1925 bekleidete er das Amt des Superintendenten von Hohenzollern und war zugleich Stadtpfarrer in Sigmaringen. In dieser Zeit verfasste Diestel zwei volksmissionarische Schriften: 1920 Das moderne Ehe-Ideal und das Christentum und 1925 Evangelisch und katholisch in dem Sammelband Du und deine Kirche.

### Pfarrer und Superintendent in Berlin

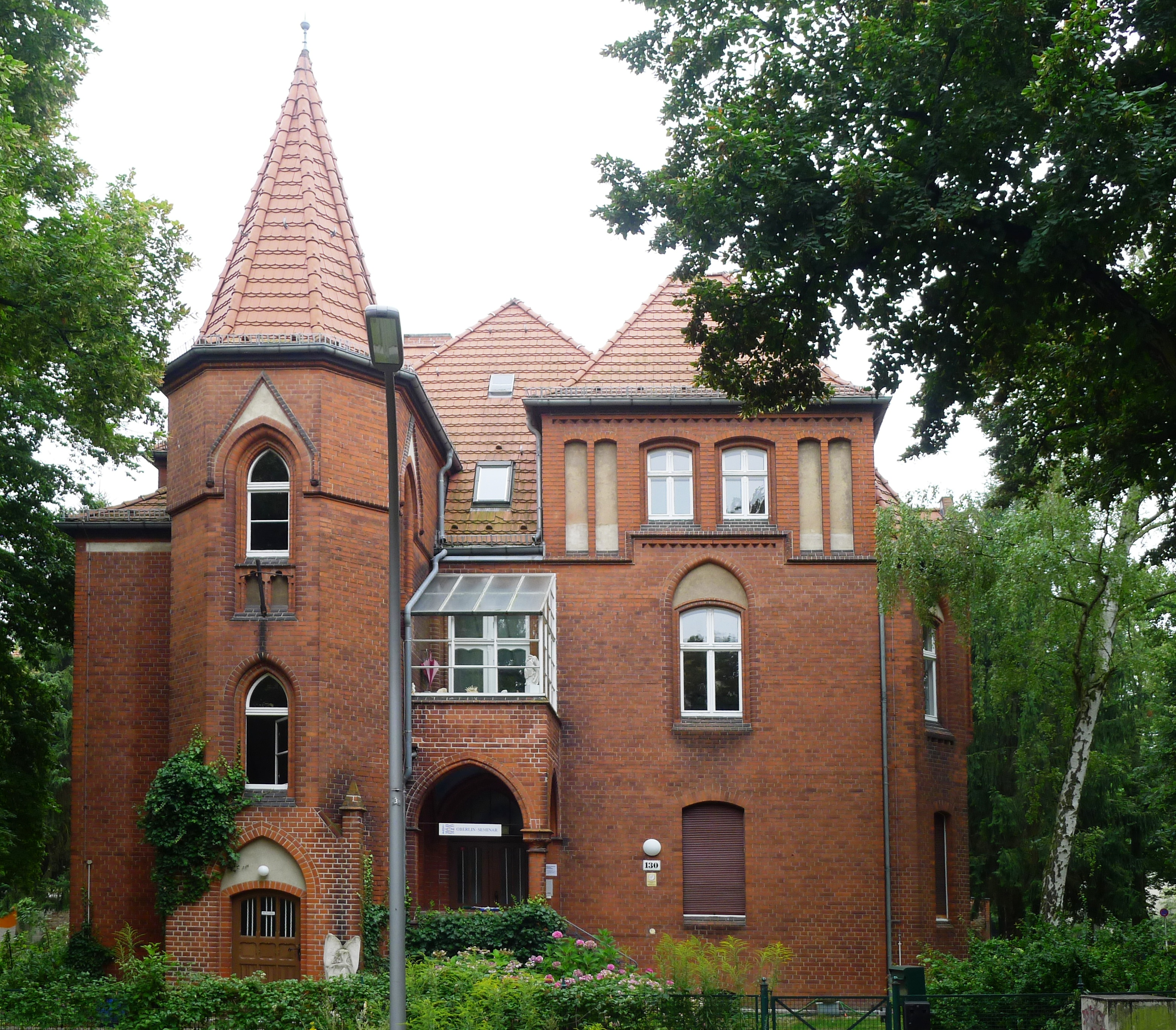
Pfarrhaus Tietzenweg 130

Vom 2. August 1925 bis 1948 war Diestel Superintendent des Kirchenkreises Kölln-Land I und Pfarrer der Paulusgemeinde in Berlin-Lichterfelde. Er bewohnte mit seiner Familie das Pfarrhaus Dahlemer Str. 87 (ab 1937: Tietzenweg 130). Zu seiner Familie gehörten seine zwölf Jahre jüngere Ehefrau Elisabeth (Else), geb. Fues (1884–1945), mit der er seit dem 18. April 1906 verheiratet war, und fünf Kinder: Eberhard (geb. 1914), Else (geb. 1915), Hilde (geb. 1916), Renate (geb. 1921) und Gudrun (1929–2024).
Diestel wurde 1927 vom kurmärkischen Generalsuperintendenten Otto Dibelius mit dem Aufbau einer ökumenischen Jugendarbeit beauftragt. Er wurde 1931 stellvertretender und 1935 geschäftsführender Vorsitzender der deutschen Vereinigung des Weltbundes für Freundschaftsarbeit der Kirchen (WFK).
Auf dem Höhepunkt der Auseinandersetzungen mit dem deutsch-christlichen Kirchenregiment in Berlin 1933/1934 sah sich Diestel mehrfach der Zumutung bzw. Gefahr der Suspendierung ausgesetzt: Im Juli 1933 wurde er vorübergehend rechtswidrig suspendiert; im Januar 1934 wurde eine Suspendierung ausgesprochen, aber nicht vollzogen; im Mai 1934 angedroht, aber nicht vollzogen.

#### Förderung Dietrich Bonhoeffers
Diestel lernte den 19-jährigen Dietrich Bonhoeffer 1925 anlässlich einer Predigtvertretung kennen. Er schätzte ihn sehr und förderte sein weiteres Fortkommen nach Kräften. Der Bonhoeffer-Biograph Ferdinand Schlingensiepen nannte ihn gar den „Entdecker Bonhoeffers“ und beschrieb seine Impulse mehrfach. Zu Diestels 70. Geburtstag 1942 schrieb Bonhoeffer an ihn: „Es ist mir bewusst, dass ich Ihnen die entscheidenden Anstöße in meinem äußeren beruflichen und persönlichen Leben verdanke.“

#### Anfängliche Verteidigung des Nationalsozialismus nach außen
In einem Brief vom 25. Januar 1934 versuchte Diestel, dem Amerikaner Frederick W. Roman, der ihm auf seine Schrift zum deutschen Arbeitsdienst geantwortet hatte, den Nationalsozialismus als „Bewegung gänzlich neuer Art“ zu erklären. Er tat dies in einer Diktion, die die von Roman in einem vorangegangenen Brief benannten Tatbestände innenpolitischer Verfolgung und Gleichschaltung bagatellisierte. Eine jede Bewegung gänzlich neuer Art – schrieb Diestel – müsste im ersten Jahr ihrer Wirksamkeit „manche erratischen juvenilen Züge“ aufweisen. Von „Mißgriffen“ ist die Rede; und Diestel legte seinem Korrespondenzpartner nahe, den Nationalsozialismus nicht nach den „Revolutionserscheinungen“ zu bewerten, die zweifellos „Härten“ mit sich brächten, aber eben nicht für das Ganze genommen werden dürften.
In den Erklärungen, die Diestel zum Nationalsozialismus machte, erschien dieser reduziert auf den „Gedanken“, dass nach Jahren bzw. Jahrhunderten der Fremdbestimmung, Überfremdung und fehlender eigener Identität das „Volk“ endlich „die Wendung vom Äußeren nach innen, von der Betonung der Äußerlichkeiten, des Geldes, der Geltung vor den Menschen, mit der Hinkehr nach innen“ habe vollziehen müssen. Das „Volk“ habe lernen müssen, „aus der Gemeinschaft heraus zu leben, aus der schicksalhaften Verbundenheit mit den Menschen gleicher Abstammung, gleicher Arbeit, gleichen Bodens, gleichen Volkstums“. Insofern sei das, was sich vollzogen habe, nicht der willkürliche Akt einiger extremer Parteigänger gewesen, „sondern es war eine geschichtliche Notwendigkeit, deren Wirkung man eigentlich erst in einigen Jahren richtig wird abschätzen können“.
Die im Brief Diestels zum Ausdruck kommende Ablehnung der Weimarer Republik galt nicht nur dem politischen System, sondern trug auch antimoderne Züge. So wird auf die „Fülle von Schmutz“ verwiesen, die das öffentliche Leben, und die „Fülle von Parteilichkeit“, die die öffentliche Verwaltung bestimmt hätten. Auch für andere gesellschaftliche Bereiche meinte Diestel, Einbrüche in der bislang geltenden „Geschäfts-, Steuer- und Rechtsmoral“ konstatieren zu müssen. Zudem sah er einen extremen Individualismus und Subjektivismus „auf allen Gebieten“ sich „breitmachen“, und er illustrierte in einer längeren Passage beide Entwicklungen an Beispielen aus Kunst und Wissenschaft.
Elke Heinsen charakterisierte Diestels Haltung folgendermaßen:

„Sein Antwortschreiben an den US-Amerikaner Frederick W. Roman legt nahe, daß es zunächst andere Zielsetzungen nationalsozialistischer Politik waren, denen er eine größere Priorität einzuräumen gedachte: der ‚Aktivität‘ gegen den Einfluß des Bolschewismus sowie die ‚Wendung‘ in der Erosion einer sich modernisierenden Gesellschaft.“

#### Kritische Stellungnahme im Kirchenstreit
Diestel wandte sich in einer Broschüre mit dem Titel „Um was es uns im Kirchenstreit geht“ im Frühsommer 1934 an die Mitglieder der Lichterfelder Gemeinden, um die verschiedenen Positionen in den Auseinandersetzungen zwischen den beiden Gruppen „Deutsche Christen“ und „Evangelium und Kirche“ in den Gemeindekörperschaften deutlich zu machen und um grundsätzlich die Folgen einer Neugestaltung der Kirche nach Strukturprinzipien des NS-Staats aufzuzeigen.
Diestel veröffentlichte diese als „Handreichung für Gemeindeglieder“ deklarierte Broschüre auf dem Höhepunkt der Auseinandersetzungen: intern zwischen den beiden Fraktionen im Gemeindekirchenrat Lichterfelde, extern zwischen der Fraktion „Evangelium und Kirche“ und den oberen Kirchenbehörden. Entscheidender Anlass und Gegenstand war die direkte Intervention des inzwischen zum stellvertretenden Bischof von Berlin aufgerückten Propstes Otto Eckert, der an Diestel vorbei den Vorsitz im Gemeindekirchenrat mit dem DC- und NSDAP-Mitglied Pfarrer Heinrich Koch besetzt hatte.
Diestel erläuterte anhand des „Führerprinzips“ als eines für die deutsch-christliche Neugestaltung wesentlichen Strukturprinzips, dass es keineswegs beliebig oder eine reine „Zweckmäßigkeitsfrage“ sei, woran man sich bei der organisatorischen Gliederung der evangelischen Kirche halte. Handlungsleitend müsse „ausschließlich“ die nur der Kirche obliegende Aufgabe sein, das Evangelium zu verkündigen.
Da aber die evangelische Kirche nach ihren Bekenntnissen eine Glaubensgemeinschaft sei, in der als Grundsatz das allgemeine Priestertum gelte, seien „Recht und äußere Ordnung“ der Kirche darauf bezogen zu gestalten. Eine nach staatlichem Vorbild gegliederte Kirchenbehörde mit einem maßgebenden Führer an der Spitze und strikt weisungsgebundenen Organen in den Ländern, Provinzen und Gemeinden sei aber mit der Botschaft des Evangeliums und den Grundsätzen der Bekenntnisse nicht in Einklang zu bringen. Denn:

„In der evangelischen Kirche gilt das allgemeine Priestertum, das heißt: Unmittelbar vor Gott steht jedes Gemeindeglied – kein Priester steht dazwischen. Und dazu gehört eine allgemeine Verantwortung: jeder steht für seine Gemeinde und Kirche vor den Menschen – kein Bischof und kein Pfarrer kann ihm die Verantwortung abnehmen. Darum muß auch jeder teilhaben können an der Ausübung dieser Verantwortung. Das soll im Dienst der Liebe und in Freiheit des Glaubenszeugnisses geschehen. Das Neue Testament redet nie von der Kirchenleitung als einer Obrigkeit, wie die Staatsregierung sie ist.“

#### Vermittlung zwischen den Freikirchen und der Bekennenden Kirche
Nach Einladung von Vizepräsident Christiansen vom DEK-Sekretariat des Reichsbischofs an die Vereinigung Evangelischer Freikirchen (VEF) zur Mitarbeit im DEK-Verfassungsausschuss vom 11. Mai 1934 wandte sich der methodistische Pastor Bernhard Keip am 5. Juni 1934 an Diestel, den er aus der Zusammenarbeit im Arbeitsausschuss der deutschen Vereinigung des Weltbundes für Freundschaftsarbeit der Kirchen (VFK) kannte, mit der Frage, „ob die innere Lage der DEK jetzt so ist, daß ein Eingehen auf diese Bestrebungen wirklich dem Werk Gottes zur Zeit förderlich ist“.
Diestel, der die Meinung vertrat, dass die Leitung der Bekenntnissynode in der Frage der Stellung zu den Freikirchen „keinesfalls einen weniger weitherzigen Standpunkt einnehme als die Reichskirchenregierung“, gab das Keip-Schreiben am 8. Juni 1934 an Präses Karl Koch in Bad Oeynhausen weiter mit der Bitte, sich namens der Bekenntnissynode der DEK dazu zu äußern.
Diestel erhielt auf seine Vermittlungsbemühungen (nach zwischenzeitlichem „theologischem Gutachten“ von Hans Asmussen) einen Brief von Karl Koch vom 19. Juni 1934 mit dem Tenor: „Wir wünschen nicht, daß die Freikirchen in der DEK aufgehen, und meinen, daß jede Streitfrage, die hier und dort zwischen Angehörigen der Freikirchen und Gliedern der Bekenntnisgemeinschaft entstehen sollte, in würdiger und brüderlicher Weise von den Angehörigen beider Lager eine Schlichtung finden müßte.“ Er bat Diestel darum, „Herrn Prediger Keip in diesem Sinne zu bescheiden“.
Diestel hatte nicht in Streitfragen vermitteln wollen, sondern den Präses „nach Anhörung des Bruderrates“ um eine offizielle Äußerung an Prediger Keip zu Möglichkeiten der Zusammenarbeit mit den Freikirchen befragt. Das war damals noch nicht möglich – weder freundschaftliche Zusammenarbeit noch direkte Antwort, wie sie Diestel vorschwebten. Heute besteht zwischen den evangelischen Landeskirchen in Deutschland und z. B. den Methodisten (seit 1987) Kanzel- und Abendmahlsgemeinschaft.

#### Diestels Rolle im Kirchenkreis Kölln-Land I
Diestel leitete den kirchenpolitisch widerständigsten Kirchenkreis Berlins im Südwesten der Stadt: Kölln-Land I. Hier, in der Hochburg des besitzenden und gebildeten Bürgertums, befand sich die stärkste Konzentration von Bekenntnis- und Notbundpfarrern.
Diestel, der nach der Trennung der Bruderräte von Brandenburg und Berlin im Dezember 1935 zum Berliner Bruderrat der Bekennenden Kirche gehörte, besetzte mutig vakante Pfarrstellen mit BK-Mitgliedern und förderte die Ausbildung der Studenten durch BK-Dozenten – auch gegen staatliche Forderungen und gegen die Weisung der Kirchenleitung. Er unterstützte die trotz Verbot weitergeführte BK-Jugendarbeit in Lichterfelde.
Otto Dibelius sagte im Trauergottesdienst 1949 über ihn:

„Er saß in dem Bruderrat dieser unserer Stadt als ein von allen respektiertes Mitglied, dessen kluger und überlegener Rat gern gehört wurde. Und alle waren ihm dankbar dafür, daß in seinem Kirchenkreis – dem größten, den es in Berlin gab – unter seiner schützenden Hand vieles möglich war, was in anderen Teilen der Berliner Kirche längst unmöglich geworden war.“

Und der Historiker Manfred Gailus beurteilte ihn in seiner 2001 erschienenen Habilitationsschrift so:

„Nicht zu unterschätzen ist … der Umstand, daß die im Kirchenkreis Kölln-Land I zusammengefaßten Gemeinden während der gesamten NS-Zeit durch den erfahrenen, besonnenen, kirchenpolitisch sehr geschickt operierenden BK-Superintendenten Diestel geführt wurden. Er vermochte – wie wohl kein anderer Superintendent in der Stadt, außer vielleicht Martin Albertz in Spandau –, den Pfarrern und Gemeinden seines Bezirks größere Freiräume gegenüber Zugriffen der DC-beherrschten Kirchenleitungen zu sichern.“

#### Hilfen für die von Deportation bedrohten „nichtarischen“ Christen
Nach dem Inkrafttreten der Nürnberger Gesetze 1935 hatte sich die Situation von Christen, die nach dem Gesetz als „Juden“ galten, aufs Äußerste verschärft: Menschen, die seit Generationen der christlichen Kirche anhingen, galten nun als Juden. Die offiziellen Stellen der evangelischen Landeskirchen versagten den als „Juden“ verfolgten Mitgliedern nahezu jede Hilfe, obwohl ein Großteil der „nichtarischen“ christlichen Deutschen Protestanten waren.
Aus diesem Grund trafen sich im Spätsommer 1936 Heinrich Grüber, Superintendent Martin Albertz, Superintendent Max Diestel, der Heidelberger Pfarrer Hermann Maas, Pastor Paul Gerhard Braune aus Lobetal sowie der Jurist Friedrich Justus Perels vom Bruderrat der Bekennenden Kirche im neuen Lichterfelder Gemeindehaus der Martin-Luther-Gemeinde in der Hortensienstraße 18, um über Hilfen für die von Deportation bedrohten „nichtarischen“ Christen zu beraten. Die Teilnehmer waren darüber einig, dass Grüber durch seine guten Kontakte zu ausländischen Stellen besonders gut geeignet sei, eine Organisation zur Förderung der Auswanderung der als Juden verfolgten Deutschen aufzubauen, das später so genannte „Büro Grüber“.

#### Anklage wegen Verstoßes gegen das Sammlungsgesetz
Neben dem im Dezember 1941 stattgehabten Prozess gegen Mitarbeiter des verbotenen Prüfungsamts der Bekennenden Kirche in Berlin-Brandenburg strengte die Generalstaatsanwaltschaft bei dem Landgericht auch ein Verfahren gegen leitende Berliner und Brandenburger Pfarrer wegen Verstoßes gegen das Sammlungsgesetz, also die Abkündigung gesonderter (d. h. nicht erlaubter) BK-Kollekten, an. Der Anklageentwurf lag der obersten Justizbehörde zwar erst im Frühjahr 1945 vor, die diesbezüglichen Vorbereitungen, darunter intensive Verhöre der Betroffenen, gingen jedoch bis in das Jahr 1943 zurück. Wenn sich auch das Ermittlungsverfahren bzw. die sehr späte Anklageerhebung letztlich über einen Zeitraum von zwei Jahren (1943–1945) hinzog und wegen des Kriegsendes bzw. des Endes der NS-Gewaltherrschaft schließlich im Sande verlief, blieb doch für die Opfer der NS-Justiz über den gesamten Abschnitt die begründete Angst eines ungewissen Ausgangs ihrer juristischen Verfolgung sowie weiterer politischer Folgen.
Bei der zusammenfassenden Würdigung der aufgezählten Sachverhalte kam die Staatspolizei zu dem Schluss, dass die BK durch ihre gesonderte, eigenständige Sammeltätigkeit eindeutig gegen die seit 1937 geltende Verordnung des Sammlungsgesetzes verstoße, wodurch die „organische Einfügung der kirchlichen Sammeltätigkeit in die Volksordnung [...] in entscheidender Weise durchbrochen“ wurde. Durch die Finanzierung ihrer organisatorischen Arbeit sowie die Besoldung von illegal geprüften Theologen aus Kollektengeldern mache sich die BK des Missbrauchs schuldig. Grundsätzlich sei bereits das Abkündigen und das Einsammeln von Kollekten, die nicht durch den amtlichen Kollektenplan vorgeschrieben waren, strafbar. Diestel als „geistigem Kopf“ käme eine ähnliche Bedeutung zu wie Generalsuperintendent Otto Dibelius im Brandenburger Bruderrat. Der Lichterfelder Kirchenkreisvorsteher habe seine Haltung und Entschlüsse in der Kollektenfrage nie abhängig gemacht vom Stand der Verhandlungen, die Vertreter der Berliner BK in dieser Sache mit dem Berliner Konsistorium führten.

### Nachkriegsverwendung und Ruhestand

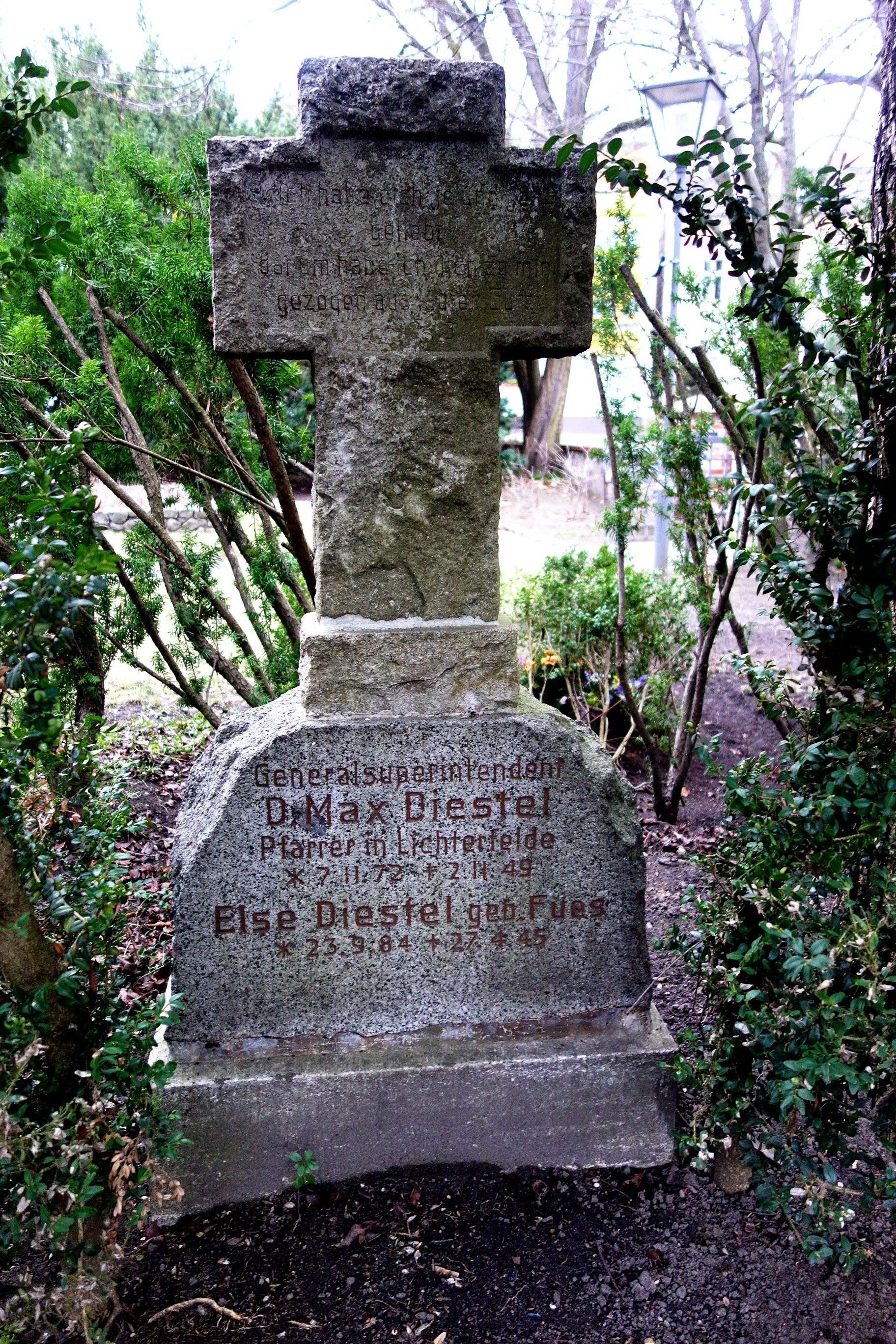
Grabstein von Max Diestel und Ehefrau auf dem Friedhof an der Dorfkirche Lichterfelde

Am 27. April 1945 wurde Max Diestel an seinem Pfarrhaus durch einen Kopfschuss schwer verwundet, den ein betrunkener ukrainischer Soldat mehr aus Versehen abgab. Seine Frau und ein Gast kamen ums Leben. Am 4. Dezember 1945 wurde er zum Generalsuperintendenten für den amerikanischen Sektor in Berlin ernannt. Er konnte dieses Amt wegen der Verletzungsfolgen nur noch eingeschränkt wahrnehmen.
Der Kirchenkreis Kölln-Land I, den Diestel über 20 Jahre lang als Superintendent geleitet hatte, wurde zum 1. April 1948 aufgelöst: Teile des Kirchenkreises wie Blankenfelde und Teltow lagen im sowjetischen Sektor, während z. B. Lichterfelde zum amerikanischen Sektor der Stadt gehörte. Die kirchlichen Strukturen der Kirchenprovinz Mark Brandenburg der Evangelischen Kirche der Altpreußischen Union (APU) mussten entsprechend dem Viermächte-Status Berlins neu geordnet werden.
Nach seiner Pensionierung zum 1. Oktober 1948 zog Diestel nach Stuttgart, um im Kreise von Familie und Freunden den Ruhestand zu erleben. Er starb dort bereits am 2. November 1949 und wurde neben seiner Frau auf dem zur Dorfkirche in Lichterfelde gehörenden Friedhof beigesetzt. Im Gedenkgottesdienst predigte Bischof Otto Dibelius, Freund der Familie, Weggefährte Max Diestels in den vergangenen Jahren und wie dieser in der kirchlichen Opposition engagiert.

## Ehrungen
- Theologischer Ehrendoktor der Universität Tübingen (1947)[36]

## Publikationen
- Das moderne Ehe-Ideal und das Christentum, Evang. Volksbund, Stuttgart 1920 (online auf pkgodzik.de).
- Evangelisch und katholisch. In: Paul Scheurlen[37] (Hrsg.): Du und deine Kirche. Eine Handreichung für das evangelische Kirchenvolk, Quell, Stuttgart 1925, S. 36–48 (online auf pkgodzik.de).
- Die zweite Generalsuperintendentur, Berlin [1931], als Hs. gedr.
- Von der Dorfkirche zur Großstadtgemeinde, in: Das Evangelische Berlin. Kirchliche Rundschau für die Reichshauptstadt, Nr. 5, 31. Januar 1932, IX. Jahr,  S. 38 f. (EZA Z 2816).
- Um was es uns im Kirchenstreit geht, Berlin 1934, als Hs. gedr. (Onlinefassung).